# Kristine Roug
Kristine Roug est une skipper danoise né le 12 mars 1975 à Hørsholm au Danemark.

## Biographie
Kristine Roug participe aux Jeux olympiques d'été de 1996 à Atlanta et remporte le titre olympique dans l'épreuve de l'Europe.